# 喜波妲蜜亞
喜波妲蜜亞在希臘神話中可以指以下：
- 喜波妲蜜亞：比薩王后[1]。
- 喜波妲蜜亞：又被稱為布里賽絲（Briseis），特洛伊戰爭中阿伽曼農與阿基里斯爭奪的戰俘[2]。
- 喜波妲蜜亞：皮瑞蘇斯之妻。
- 喜波妲蜜亞：奧托諾斯之妻。
- 喜波妲蜜亞：達那俄斯之女。
- 喜波妲蜜亞：阿尼奇投斯（Anicetus）之女，與宙斯發生過關係。
- 喜波妲蜜亞：雅典少女，米諾陶爾的犧牲者之一。